# Eleccions legislatives hongareses de 2006
Les eleccions legislatives hongareses de 2006 se celebraren el 8 i el 23 d'abril de 2006 per a renovar els 386 membres de l'Assemblea Nacional d'Hongria. Els més votats foren els socialistes hongaresos, que formaren govern amb l'Aliança dels Demòcrates Lliures. Ferenc Gyurcsány fou nomenat primer ministre d'Hongria.

## Resultats
Resum dels resultats electorals de 9 i 23 d'april de 2006 a l'Assemblea Nacional d'Hongria (Országgyűlés) 
| Partits | Vots per llista | %       | Constituències 1a volta | %     | Constituències 2a volta | %     | Escons |
| Partit Socialista Hongarès (Magyar Szocialista Párt, MSZP) | 2,336,705       | 43.21   | 2,175,316               | 40.26 | 1,510,360               | 46.62 | 186    |
| Aliança dels Demòcrates Lliures (Szabad Demokraták Szövetsége, SZDSZ) | 351,612         | 6.50    | 340,750                 | 6.31  | 64,501                  | 1.99  | 18     |
| Candidats conjunts MSZP-SZDSZ | 154,616         | 154,616 | 154,616                 | 2.86  | 72,802                  | 2.25  | 6      |
| Fidesz-KDNP - Fidesz – Unió Cívica Hongaresa (Fidesz - Magyar Polgári Szövetség) - Partit Popular Democristià (Kereszténydemokrata Néppárt, KDNP)                                                                               | 2,272,979       | 42.03   | 2,269,244               | 41.96 | 1,511,426               | 46.65 | 164    |
| Fòrum Democràtic Hongarès (Magyar Demokrata Fórum, MDF) | 272,831         | 5.04    | 238,570                 | 4.41  | 15,973                  | 0.50  | 11     |
| Candidats conjunts Fidesz/KNDP-MDF | 34,109          | 34,109  | 34,109                  | 0.63  | 33,029                  | 1.02  | 0      |
| Candidats conjunts MDF i altres partits | 14,838          | 14,838  | 14,838                  | 0.27  | 3,640                   | 0.11  | 0      |
| MIÉP-Jobbik Aliança de Partits Tercera Via (MIÉP-Jobbik a Harmadik Út pártszövetség) - Partit Hongarès de Justícia i Vida (Magyar Igazság és Élet Pártja) - Moviment per a una Hongria Millor (Jobbik Magyarországért Mozgalom) | 119,007         | 2.20    | 92,802                  | 1.70  | 231                     | 0.01  | 0      |
| Partit Comunista dels Treballadors Hongarès (Magyar Kommunista Munkáspárt) | 21,955          | 0.41    | 16,379                  | 0.30  |                         |       | 0      |
| Partit de Centre (Centrum Összefogás Magyarországért) | 17,431          | 0.32    | 14,126                  | 0.26  |                         |       | 0      |
| Associació per Somogy (Somogyért) |                 |         | 9,457                   | 0.17  | 13,329                  | 0.43  | 1      |
| Total | 5,408,050       | 100.0   | 5,403,691               | 100.0 | 3,239,752               | 100.0 | 386    |
| Font: Valasztas.hu |                 |         |                         |       |                         |       |        |